# Frontière entre l'Inde et le Népal
La frontière entre l'Inde et le Népal est la frontière séparant l'Inde et le Népal. Elle est longue de 1 690 kilomètres.